# Zahra Dehghan
Zahra Dehghan, född 11 februari 1988, är en iransk bågskytt. Hon deltog vid olympiska sommarspelen 2012.